# Anita squalida
Anita squalida är en fjärilsart som beskrevs av Paul Dognin 1911. Anita squalida ingår i släktet Anita och familjen tandspinnare. Inga underarter finns listade i Catalogue of Life.